# Креш сир Саон
Креш сир Саон (фр. Crêches-sur-Saône) насеље је и општина у источном делу централне Француске у региону Бургоња, у департману Саона и Лоара која припада префектури Макон.
По подацима из 2011. године у општини је живело 2897 становника, а густина насељености је износила 310,5 становника/km². Општина се простире на површини од 9,33 km². Налази се на средњој надморској висини од 183 метара (максималној 230 m, а минималној 169 m).

## Демографија
| 1962. | 1968. | 1975. | 1982. | 1990. | 1999. | 2011. |
| ----- | ----- | ----- | ----- | ----- | ----- | ----- |
| 1.254 | 1.588 | 2.169 | 2.345 | 2.531 | 2.753 | 2.897 |

График промене броја становника у току последњих година